# Куцененко, Владимир
Владимир Куцененко (1972, Иловайск, Донецкая  область, Украинская ССР, СССР — 17 августа 2013, Иловайск, Донецкая область, Украина) — предполагаемый украинский серийный убийца, который подозревался в совершении не менее 25 убийств на территории Донецкой области в период с 1998 по 2002 год, и с 2009 по 2010 год. Настоящее количество жертв Куцененко осталось неизвестным. Расследование его преступлений велось больше 14 лет. Куцененко попал в число подозреваемых только лишь в 2013 году, после чего в ожидании ареста совершил самоубийство. Известен под прозвищами «Иловайский душитель» и «Харцызский душитель». Уголовное дело Куцененко явилось наиболее значительным текущим делом о расследовании серийных убийств в Украине с точки зрения количества жертв и периода продолжительности убийств.

## Биография

### Жизнь до убийств
Владимир Куцененко родился в 1972 году в городе Иловайск (Украинская ССР). Детство и юность Куцененко прошли в социально неблагополучной обстановке, так как его отец злоупотреблял алкогольными напитками и впоследствии преждевременно умер от цирроза печени. Мать Владимира придерживалась авторитарного стиля воспитания, благодаря чему он постоянно испытывал жесткий контроль и холодное отношение со стороны матери. В школьные годы Куцененко не испытывал интереса к учебному процессу, не увлекался никакими видами спорта и не занимался никакой общественной деятельностью, вследствие чего характеризовался педагогическим коллективом школы крайне отрицательно. В силу своей интровертности он был мало популярен в школе и не пользовался успехом у девушек. В середине 1980-х годов из-за хронической неуспеваемости и прогулов Куцененко бросил школу после окончания 7-го класса и в дальнейшем больше нигде не учился. Все последующие годы он зарабатывал на жизнь случайными заработками и низкоквалифицированным трудом. До 1995 года Владимир Куцененко проживал в Иловайске в частном доме вместе со своими родителями. В 1995 году он женился и переехал жить к жене в Харцызск. В 1998 году супруга в браке родила Владимиру сыну, однако после рождения ребенка Куцененко потерял интерес к семейной жизни, после чего начал злоупотреблять алкогольными напитками. Испытывая материальные трудности, в 2002 году Куцененко покинул Украину и уехал на заработки в Россию, где находился до 2004 года. В том же году он верулся в Харцызск, развелся с женой и уехал на заработки на территорию Крыма, где находился до 2009 года, после чего вернулся в Иловайск к матери. Соседи и знакомые характеризовали Куцененко в целом положительно. Он никогда не подвергался уголовной ответственности, но был замечен в проявлении девиантного поведения. По словам его матери, Куцененко испытывал удовольствие от дождя и пасмурной погоды, любил гулять под дождем, был известен своей нечистоплотностью и неопрятностью, вследствие чего его одежда постоянно имела затхлый запах, ассоциируищийся с сыростью, плесенью и гниением. Бывшая жена Куцененко характеризовала его неоднозначно. Согласно ее свидетельствам, будучи в браке Куцененко не подвергал ее агрессии, но сексуального влечения к ней не испытывал, вследствие чего супружеские обязанности выполнял неохотно, крайне редко. По ее словам, за годы жизни в Харцызске Владимир Куцененко не раз приходил домой в позднее время суток в испачканной одежде, с пятнами крови на руках, лице и одежде, не давая этому никакого рационального объяснения, так как сам телесных повреждений никогда не имел. Бывшая жена Куцененко утверждала, что инициатором развода стала она, так как к тому времени Куцененко будучи на заработках в России не поддерживал ней и сыном никакой связи. По словам женщины, после развода Куцененко в воспитании сына никакого участия не принимал.

### Убийства
По версии следствия, в периоды с 1998 по 2002 год и с 2009 по 2010 год Владимир Куцененко совершил убийства, сопряженные с изнасилованиями, не менее 25 девушек, находящихся в возрасте от 15 до 39 лет. С 2002 по 2009 год убийств, ответственность за которые была возложена на Харцызского душителя, зафиксировано не было, что совпало со временем, когда Владимир Куцененко отсутствовал на территории Донецкой области, находясь на заработках в России и Крыму. Все преступления были совершены им в городах Харцызск, Иловайск, Макеевка и Амвросиевка. В совершении преступлений Куцененко продемонстрировал выраженный ему образ действия. Он нападал на своих жертв в вечернее время суток в безлюдных местах, после чего избивал и убивал посредством удушения. Над телами убитых он проводил различные постмортальные манипуляции, в частности помещал им в половые органы инородные тела или совершал акт мастурбации с последующей эякуляцией на их тела. Ряд жертв он подвергал сексуальному насилию, а с рядом жертв в генитальный контакт не вступал. Трупы жертв Куцененко всегда оставлял на месте совершения убийств, не прикладывая никаких усилий для их сокрытия, благодаря чему почти все тела его жертв были обнаружены наследующий день после совершения убийств. Мотивом совершения убийства, согласно версии следователей, была мизогиния. В ходе расследования было установлено, что в конце 1990-х годов Владимир Куцененко познакомился с несовершеннолетней жительницей Харцызска — Юлией Г., за который пытался неловко ухаживать. В конечном итоге девушка отвергла ухаживания Куцененко, после чего он впал в депрессию и в приступе гнева, 30 мая 1998 года совершил убийство 16-летней Юлии Г. с особой жестокостью. Голое тело девушки было обнаружено на следующий день после совершения убийства в парке Харцызска. Характер травм на теле убитой наводил следователей на мысль о ритуальном изнасиловании и мести, так как убийца вогнал в ее влагалище каблук ее же туфли. Юля Г. официально стала первой жертвой Владимира Куцененко по версии следствия. Сторож на кладбище впоследствии заявила сотрудникам милиции, что на могилу девушки часто приходил какой-то молодой человек, который всегда плакал и разговаривал с усопшей, но описания его внешности она дать не смогла. Через несколько месяцев, в августе 1998 года Куцененко совершил нападение на 27-летнюю Виолетту Г. в парке Харцызска. В ходе нападения он накинул ей удавку на шею и попытался задушить, однако это ему не удалось. Женщине в конечном итоге удалось втянуть преступника в разговор. Согласно ее свидетельствам, преступник в течение нескольких часов рассказывал ей историю о какой-то Юле, которая его сильно обидела, после чего он стал испытывать неприязнь к женскому полу. Под утро нападавший исчез, покинув территорию парка через дыру в заборе, а Виолетта Г. обратилась в милицию. Согласно ее показаниям, напавшим на нее человеком был мужчина в возрасте от 18 до 26 лет, имевшим рост около 180 см, худощавое телосложение, но значительную физическую силу. По ее словам, преступник имел давно нестриженый волос на голове темного цвета и в целом выглядел неопрятно. До места изнасилования он ее вел, держа на затянутой удавке и угрожая при этом ножом. Она утверждала, что нож был не фабричного производства, а напоминал заточенное полотно от пилы для резки металла с самодельной пластмассовой рукояткой. Женщина отмечала, что преступник имел отличный навык владения удавкой и при ходьбе ему искусно удавалось шагать с ней в ногу, создавая для посторонних впечатление, что они идут в обнимку.

### Разоблачение
Осенью 2010 года Куцененко по версии следствия в поселке Орджоникидзе (окраина Макеевки, Донецкая область) совершил нападение на 15-летнюю школьницу. Он набросил на шею девочки через капюшон удавку и поволок за собой на пустырь. Куцененко придушил девушку, после чего в течение нескольких минут наблюдал за ее реакцией. По мере того, как девочка приходила в сознание, Куцененко подвергал ее различным издевательствам, требуя чтобы жертва просила о пощаде. После того как девочка оказывала ему сопротивление и пыталась вырваться — он избивал ее и затягивал удавку до того момента, пока она снова не теряла сознание. В какой-то момент она в очередной раз впала в бессознательное состояние, после чего Куцененко подверг ее сексуальному насилию, затянул петлю, забрал ее украшения и ушел, полагая что жертва мертва. Однако девочка вскоре пришла в сознание. Она была обнаружена случайным прохожим и доставлена в больницу. У нее были выбиты зубы, сломан нос, обнаружено множество гематом по всему телу и диагностировано сотрясение мозга, но она сумела впоследствии выжить. Во время разговора с представителями правоохранительных органов она не смогла дать описание его внешности, так как имела проблемы со зрением, а в день нападения была без очков. Результаты днк-экспертизы следов семенной жидкости, которые преступник оставил на теле девочки позволили установить, что девочка стала очередной жертвой «Харцызского душителя», после чего расследование серии убийств и изнасилований было возобновлено и была создана оперативно-целевая группа, в которую вошли замдиректора ГНИЭКЦ Андрей Коструб, психолог-криминалист Юрий Ирхин, следователь Руслан Сушко, следователь Николай Моренец, психолог-криминалист Алла Тимошенко,  профессор Алексей Одерий и доктор медицинских наук Владислав Седнев.
Криминалисты в деле разоблачения Владимира Куцененко руководствовались особой методологией, разработанной на Украине в 2009—2010 годах. В те годы в Киеве, в стенах Государственного научно-исследовательского экспертно-криминалистического центра (ГНИЭКЦ) состоялось несколько научно-практических конференций и круглых столов, в ходе которых представители разных сфер знания начали разрабатывать уникальную методику вычисления серийных убийц, с помощью которой удалось разоблачить маньяка Юрия Кузьменко.

Криминалист-психолог, полковник Юрий Ирхин так вспоминает о ходе расследования: 
Вначале отобрали девять эпизодов, объединенных биологическими следами, оставленными убийцей. Потом к ним добавилось еще четыре, уже без биологии. Постепенно был очерчен ареал охоты серийника: Харцызск, Иловайск, Макеевка, Амвросиевка. Уже могли предположить возраст преступника (около сорока), его род деятельности (временные, подсобные работы), был составлен предварительный психологический портрет. И тем не менее, круг «потенциально подозреваемых» оказался огромен. Это очень густонаселенный регион, там найти человека крайне сложно. В какой-то момент у нас скопилось 18 тысяч (!) карточек мужчин с пробами слюны для ДНК-анализа. Чтобы их проверить, пришлось бы остановить все ДНК-лаборатории в стране на два года. Но такой возможности не было.
Первоначально криминалисты при расследовании убийств «Харцызского душителя» с целью установить его личность пользовались таблицами советского и российского криминалиста Леонида Видонова , который посвятил свою жизнь изучению картин убийств и определению того, что означает тот или иной оставленный преступником след, на основании чего можно было составить его психологический портрет и сузить круг потенциальных подозреваемых. Однако в 2000-х годах таблицы Видонова в деле расследования серийных убийств потеряли свою эффективность, так как психология населения изменилась, а повадки преступников в разных регионах страны оказались различными.
В ходе разработки новой методики, следователь по особо важным делам Главного следственного управления МВД Украины Руслан Сушко усовершенствовал таблицы Видонова, после чего отобрал две тысячи уголовных дел и провел десятки глубинных интервью со своими украинскими коллегами. В ходе расследования одного из уголовных дел Сушко познакомился с профессором Института прикладного системного анализа (подразделение Киевского политеха), доктором технических наук Валерием Яковлевичем Даниловым, который выразил желание помочь следователям в создании новой методики поиска серийных убийц. Часть работы Данилов проделал сам, а часть предложил студентам в качестве курсовых заданий. В конечном итоге появились первые алгоритмы обработки больших объемов криминалистической информации, на основе которых вскоре была создана компьютерная программа. По инициативе профессора криминалистики Алексея Одерия члены целевой группы провели несколько интервью с известными серийными убийцами Украины, такими как Сергей Ткач, Анатолий Оноприенко, Серей Довженко и Юрий Кузьменко, которые на основании изучения материалов уголовного дела и образа действия «Харцызского душителя» пытались помочь следствию в деле составления его психологического портрета.
Осенью 2010 года члены оперативно-целевой группы начали операцию под названием «Упырь», аналогов которой не было в истории Украины. Во время первой части операции участники объехали места совершений преступлений «Харцызского душителя», после чего начали  объезд тюрем. В ходе 45 дней криминалисты провели глубинные интервью с 48 убийцами, 20 из которых являлись серийными, на счету каждого из которых было не менее 10 жертв.
Особые надежды члены целевой группы возлагали на «пологовского маньяка» Сергея Ткача (36 доказанных убийств, 106 предполагаемых жертв), так как он имел не только внушительное количество жертв и большой период их совершения, но и являлся по образованию техником-криминалистом, учившимся в Новосибирской спецшколе милиции и работавшим криминалистом в Кемеровском РОВД. Однако согласно свидетельствам членов оперативно-целевой группы ни Сергей Ткач, ни остальные серийные убийцы следствию в ходе интервью мало чем помогли.

Из воспоминаний Юрия Ирхина о беседах с серийными убийцами:
Восприняли наши беседы все маньяки серьезно, в том числе Оноприенко, хотя он из этой четверки был наименее общительным, открытым...В ходе наших разговоров мы давали маньякам смотреть некоторые материалы с места происшествия по харцызским эпизодам. Мало ли, вдруг, как в «Молчании ягнят», один маньяк поможет поймать другого. В результате Оноприенко, с вечера начитавшись этих материалов, написал нам на листе некие свои соображения по этому поводу, но, думаю, там мало что есть от реальности, скорее, это его фантазии, выдумки на «заданную» тему...Кузьменко очень заинтересовался нашей встречей, хотя в смысле поимки «харцызского маньяка» практически мало чем помог. Как и каждый из этой четверки, он рассказывал, по сути, свое видение событий, как бы он поступил, раскрывал свой механизм совершения преступлений, который нам и без того известен. Он больше выказал интерес к тому, что вот к нему приехали психологи и, возможно, помогут раскрыть феномен его самого. Так и заявил, что, мол, готов с нами сотрудничать, мне, дескать, самому было бы интересно узнать, что я из себя представляю, раз совершал подобные преступления...Сергей Ткач говорил много, но в основном о себе, о своей прошлой жизни, об обществе, в котором пришлось жить, и так далее. А Сергей Довженко (сам бывший милиционер) на контакт шел неохотно, объясняя это обидой на милицию. Мол, все, что он совершал, это месть ментам, которые от него избавились, изгнав из своих рядов за рукоприкладство. Хотя это все игра в благородного мстителя, первичным мотивом в его преступлениях был банальный грабеж, корысть.

Из воспоминаний Руслана Сушко о беседах с Оноприенко:
Поначалу Оноприенко поддерживал реноме шизофреника, развлекал собравшихся объяснением своей теории миллиарда пчел...Если погибает одна пчела, их общее число можно считать неизменным, и так далее...Я его слушал-слушал, потом понял — он теорию больших чисел излагает. Очень начитанный человек. Всю библиотеку в тюрьме перечитал. И есть у меня подозрение, что он был таким же шизофреником, как и мы с вами. Но и с Оноприенко в конечном итоге сработались. С душегубом скорешились.

### Смерть
В конечном итоге в ходе операции «Упырь» психологический портрет «Харцызского душителя» был дополнен и отточен, что впоследствии в 2012 году позволило сузить круг подозреваемых с 20 000 человек до 500. После изучения их образа жизни, алиби на момент совершения преступления, количество подозреваемых сузилось до 80 человек, а после ряда криминалистических экспертиз до 20 человек, в число которых попал 41-летний Владимир Куцененко. В начале августа 2013 года Куцененко по настоянию участкового сдал образец своей слюны для проведения ДНК-анализа, после чего повесился в своем доме 17 августа того же года. Посмертный ДНК-анализ в марте 2014 года позволил установить, что генотипический профиль ДНК Куцененко соответствовал генотипическому профилю ДНК Харцызского душителя, чьи биологические следы были найдены на телах и вещах как минимум 9 убитых несовершеннолетних девочек и женщин. Чтобы удостовериться в том, что образец слюны принадлежал именно Куцененко, летом 2014 года криминалисты приняли решение провести эксгумацию его тела для повторного исследования. Пробы стволовых клеток с затылка трупа впоследствии подтвердили, что Владимир Куцененко являлся «Харцызским душителем». Криминалисты после этого разработали целую программу, связанную с изучением жизни Куцененко, но она не была реализована в связи с началом военных действий.
Разработанная членами оперативно-целевой группы новая методика определения маркеров серийности убийств осталась в виде баз данных, компьютерных программ, учебных методичек и научных работ. В 2013 и 2014 годах она несколько раз использовалась при расследовании конкретных преступлений, но согласно свидетельствам следователя Руслана Сушко, после начала боевых действий в Донецкой области  новое руководство МВД о ней забыло.